# Lilla Abborresjön
Lilla Abborresjön är en sjö i Tranemo kommun i Västergötland och ingår i Ätrans huvudavrinningsområde.